# Soues, Hautes-Pyrénées
Soues là một xã thuộc tỉnh Hautes-Pyrénées trong vùng Occitanie khu vực tây nam nước Pháp. Xã này nằm ở khu vực có độ cao trung bình 345 mét trên mực nước biển.